# حمود محمد عبد الله شرف الدين
حمود محمد عبد الله شرف الدين هو كاتب وعالم وشاعر يمني. ولد عام 1938 في مدينة كوكبان في محافظة المحويت. نشأ في أسرة نبيلة. تعلم علم الأصول والمنطق وعلوم اللغة في صغره. عمل بالتدريس. وله مساهمات في الشعر الحكمي والشعر الحميني والشعر الغنائي. توفي عام 1996 في القاهرة إثر حادث مروري.

## وصلات خارجية
- حمود محمد شرف الدين